# 香港中文大学（深圳）附属礼文学校
香港中文大学（深圳）附属礼文学校，是中华人民共和国广东省深圳市罗湖区的一所九年一贯制学校，由香港中文大学（深圳）基础教育集团与与罗湖区人民政府合办，于2022年9月开办。
该校校址位于东湖街道金岭一路6号，占地20408平方米，建筑面积53680平方米，提供2100个学位。

## 办学历史
2022年5月20日，香港中文大学（深圳）与罗湖区政府签订基础教育合作办学协议，香港中文大学（深圳）第三所附属学校——香港中文大学（深圳）附属礼文学校正式落地罗湖。第一批学生于2022年9月1日正式入学。

## 主要领导
香港中文大学（深圳）附属礼文学校由香港中文大学（深圳）基础教育集团运营管理。教育集团管理团队由总校长裘建浩领衔。香港中文大学（深圳)附属礼文校长为彭宏，副校长为许诺。

## 交通接驳
- 乘坐深圳地铁：坐至布心地铁站A出口即可到达。
- 乘坐深圳公交：坐至布心公交总站（64路、M140路）金洲花园（83路）即可到达。[6]